# 北插天天麻
北插天天麻（学名：Gastrodia peichatieniana），又名北插天山赤箭，为兰科天麻属下的一个植物种。

## 同物異名
本種目前已知有一個異名：
- Gastrodia autumnalis T. P. Lin